# The Electric Flag
The Electric Flag war eine US-amerikanische Rockband, die 1967 von Mike Bloomfield gegründet wurde, um mit ihr Blues, Rock, Soul, Country und Jazz zu kombinieren.

## Geschichte
Für sein Projekt konnte Bloomfield Nick Gravenites, Barry Goldberg, Peter Strazza, Buddy Miles, Harvey Brooks, Marcus Doubleday und Herbie Rich gewinnen. Außer Rich hatten alle Musiker bereits Erfahrungen mit anderen bekannten Interpreten gesammelt: Bloomfield und Gravenites kamen von Paul Butterfield, Goldberg und Strazza hatten mit Steve Miller zusammengearbeitet. Miles war ein bekannter Soulschlagzeuger, Brooks hatte sich bei verschiedenen Folkinterpreten bewährt und Doubleday war zum Beispiel auf Aufnahmen von den Drifters, Jan and Dean und Bobby Vinton zu hören.
Die Band spielte erstmals im Jahr 1967 auf dem Monterey Pop Festival. Im gleichen Jahr nahm die Gruppe den Soundtrack für den Film The Trip von Roger Corman auf. Im April 1968 erschien ihr erstes reguläres Album A Long Time Comin’, das von ungewöhnlichen Bläserarrangements geprägt war. Kurze Zeit später stieg Bloomfield aus, ihm folgten bald darauf Goldberg und Strazza. Für sie kamen John Simon von Big Brother and the Holding Company, Terry Clements, Hoshal Wright, Virgil Gonsalves und Harold Hunter in die Gruppe. Ebenfalls 1968 erschien das wenig erfolgreiche Album The Electric Flag, auf dem ein lauter und aggressiver Soulrock zu hören war. Im Winter 1968/1969 trennte sich die Band. Im Film Easy Rider tauchte der Song Flash, Bam, Pow  der Band auf, wurde jedoch nicht mit dem Soundtrack zum Film veröffentlicht.
1972 arrangierten Bloomfield, Miles, Gravenites und Goldberg eine Reunion von The Electric Flag. Als neuer Bassist stieg Roger Troy ein. Das dabei entstandene Album The Band Kept Playing erntete schlechte Kritiken und die Band trennte sich erneut. Im Nachhinein erschien das Album Groovin’ Is Easy mit bis dato unveröffentlichten Aufnahmen.

## Diskografie
- 1967: The Trip (Original Motion Picture Soundtrack) (Sidewalk)
- 1968: A Long Time Comin’ (Columbia)
- 1968: The Electric Flag: An American Music Band (Columbia)
- 1974: The Band Kept Playing (Atlantic)
- 1983: Groovin’ Is Easy (Thunderbolt)